# La Cañada, San Pedro Mixtepec -Dto. 22 -
La Cañada är en ort i Mexiko.   Den ligger i kommunen San Pedro Mixtepec -Dto. 22 - och delstaten Oaxaca, i den sydöstra delen av landet, 400 km sydost om huvudstaden Mexico City. La Cañada ligger 234 meter över havet och antalet invånare är 156.
Terrängen runt La Cañada är lite bergig.  Trakten runt La Cañada är nära nog obefolkad, med mindre än två invånare per kvadratkilometer. Närmaste större samhälle är Puerto Escondido, 13,7 km söder om La Cañada. Omgivningarna runt La Cañada är en mosaik av jordbruksmark och naturlig växtlighet.